# インドネシア語版ウィキペディア
インドネシア語版ウィキペディア（インドネシアごばんウィキペディア、インドネシア語: Wikipedia bahasa Indonesia）はフリーのインターネット百科事典ウィキペディアのインドネシア語版である。インドネシア語版ウィキペディアはアジアの言語によるウィキペディアの版の中ではセブアノ語版、中国語版、日本語版、ベトナム語版、ワライ語版、ペルシア語版に次いで7番目の記事数の規模を持ち、2006年時点において、世界で3番目に成長速度の早い言語版となっている。
インドネシア語版ウィキペディアの記念すべき最初の記事は電子であり、2003年5月30日に作成された。しかし、メインページ(id:Halaman utama)が作成されたのは比較的遅く、6ヶ月後の11月29日に初めてメインページが作成された。
2009年2月、インドネシア語版ウィキペディアの記事数が100,000を突破した。2011年12月26日、インドネシア語版ウィキペディアの記事数は180,000を超えた。現在の記事数は723,212である。
インドネシア語はマレー語と類似点が多いものの、インドネシア語版ウィキペディアはマレー語版ウィキペディア（2002年10月創設）と分離したままであり、相互変換機能の実装などは特に検討されていない。
インドネシア語はマレー語と近縁関係にある。どちらもオーストロネシア語に属し、何世紀にも渡ってインドネシアの島々の共通語として利用されてきた。1928年のスンパー・プムダ (Sumpah Pemuda) の大会の宣誓にヒントを得て1945年に発表されたインドネシア独立宣言書において、インドネシア語は公用語としての地位を獲得した。インドネシア語はマレー語と類似点が非常に多いが、発音や単語など幾つかの点でマレー語と異なる部分がある。これはインドネシア語のボキャブラリーにオランダ語が多く取り入れられているためである。インドネシア語を母語として使用するインドネシア人は全体の7％にすぎないが、インドネシア語を使用するインドネシア人は全体で2億人を超える。インドネシアにおけるマレー語はマレー半島、タイ王国南部、フィリピンの一部、シンガポールなどに在住するインドネシア人の少数民族により使用されている。彼らの使用するマレー語は、スマトラ島中東部、リアウ諸島、ボルネオ島の一部に住むインドネシア人が使用していた方言の一つではないかと考えられている。

## 利用者
2004年、雑誌のテンポはインドネシア語版ウィキペディアに関する記事を出版し、その中でインドネシア語版ウィキペディアで貢献度が高い人物として知られているRevo Soekatnoを取り上げ「寄宿所の百科事典」という表現を用いた。これは海外で生活、勉学などを行うインドネシア人により提供される百科事典を意味する。この記事はインドネシア国内に住む人々を刺激し、ウィキペディアの利用者数増加に貢献、この記事が出版されて以降インドネシア語版ウィキペディアのユーザー数は急激に増加した。
2006年に、TIMEが年間優秀記事執筆者を決定する "You" (2006) の中で、ウィキペディアについての記述があり、Revoが制作したWikipedia:秀逸な記事を出版したコンパスの記事が選出された。このため、Revoは「インドネシア語版ウィキペディアの父」と呼ばれている。記事はウィキペディア参加の精神に関し、「承認されるために必要なインターネット空間への依存」として強調表示している 。他のインドネシアの出版社もこれに続いて「インドネシアにおいてコミュニティポータルを設立する活動者」として取り上げ、インターネット上におけるインドネシアへの貢献を賞賛した。
2009年2月、インドネシア語版ウィキペディアの記事数が10,000に到達した。2005年以降8万回の編集を行なっているインドネシア語版ウィキペディア記事執筆者の一人Borgxは同年に登録利用者となった。インドネシア語版ウィキペディアは当時5人しか活動が活発なユーザーがいなかった。

### ワークショップとセミナー
2007年3月、ビナ・ヌサンタラ大学はジャカルタにある大学のキャンパスにインドネシア語版ウィキペディアのユーザーを招待し、インドネシア語版ウィキペディアやウィキメディア財団のプロジェクトに関する講演を開催した。
2007年11月、インドネシア政府は通信情報省を通して年間インドネシアICT (Internet Communication and Technology)アワードを設立することを決定、インドネシア語版ウィキペディアのコミュニティを招待してウィキペディアの記事の書き方に関するワークショップを開催した。通信社のアンタラにインタヴューを受けた講演者の一人であるIvan Laninは次のように述べた。「インドネシア語版ウィキペディアへの貢献者の数は増加し続けており、記事内容は次第に多岐に渡るようになっている。」 Revoはその講演の中で、「将来インドネシア語版ウィキペディアの取り組みは信用を得、提供される内容の質に関しても公に保証されるものとなるだろう」と述べた。
ワークショップの初日には40人が出席したが、実際にその場で作業を行うために提供されたコンピュータの台数は限られており、おそらく参加者数よりも少なかったと考えられる。参加者の一人は自身のブログの中で、ウィキペディアのワークショップへの参加は非常に興味をそそられるもので、学ぶことも多かったと記している。彼は興奮のあまり昼食を摂るのを忘れ後にめまいを起こした。
翌年、2008年のインドネシアICTアワードにおいて、インドネシア語版ウィキペディアのコミュニティは開催したワークショップの部門を公共利用部門と組織部門に分けて2つ開催した。

## DVD版のインドネシア語版ウィキペディア

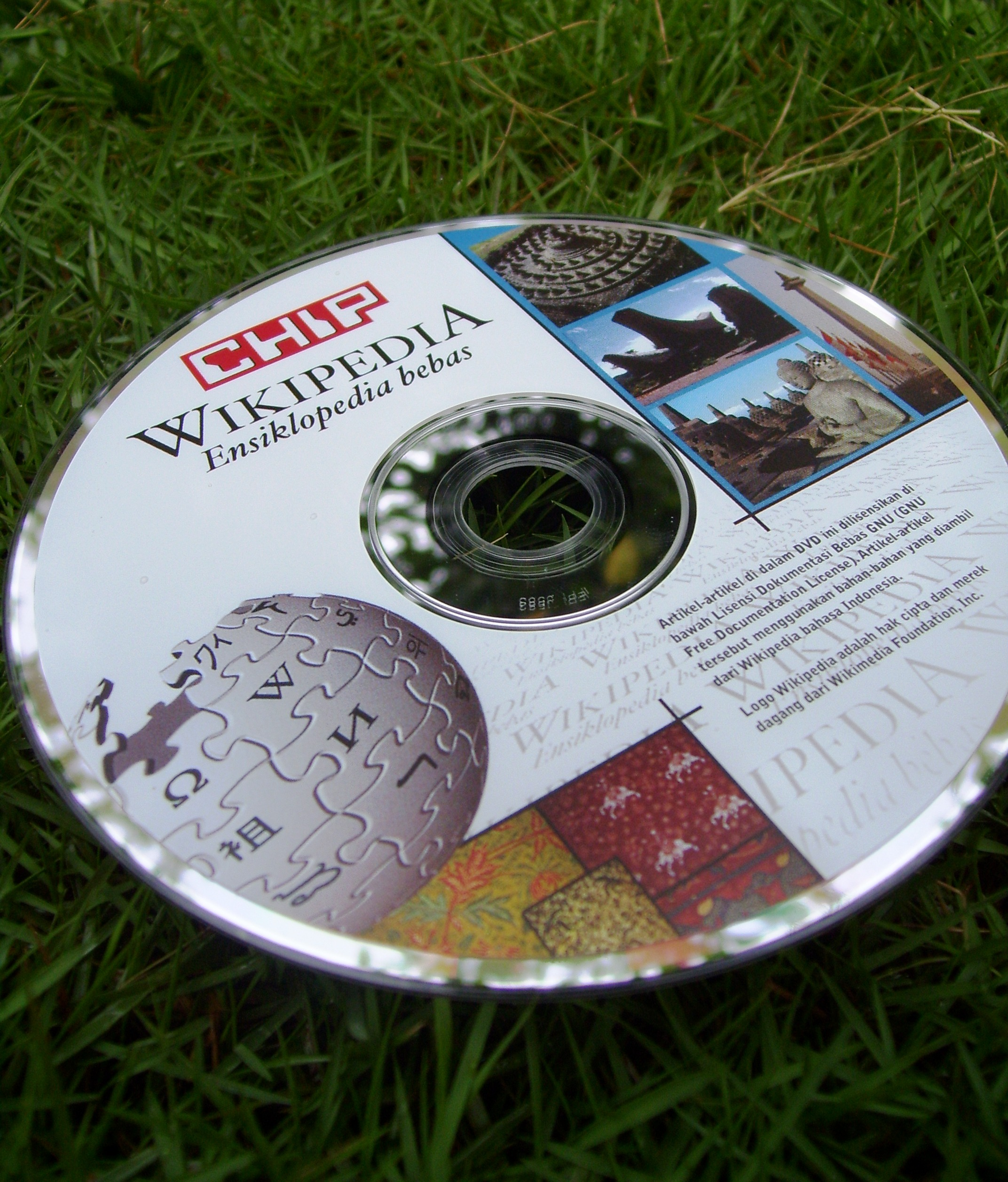
Chip Magazine社によるインドネシア語版ウィキペディアの情報を収録した無料DVD。写真は2008年8月版のもの。

2008年8月、コンピュータ雑誌のCHIPインドネシア語版は11周年を記念し、80,000以上の記事 (画像なし) を収録した無料DVDを配布した。この中では、Wikipedia: When one thousand brains are better than oneと題した3ページのウィキペディアの記事も収録されていた。記事の中ではウィキペディアのこれまでの歴史やインドネシア語版の歴史、インドネシア語版の記事内容、当時は準備中であったWikimediaインドネシア語版について触れられていた。
しかし、Chipのインドネシア語版ウィキペディアDVDが発表される前に、DVDに収録されたインドネシア語版ウィキペディアの版の内容を収録したものが既に同年4月に存在しており、独立系業者により2万ルピア (約2USドル)でインターネット上で販売されていた。

## 記事数
| 記事数集計 | 記事数集計     |
| 記事数     | 日時           |
| ---------- | -------------- |
| 1,000      | 2004年3月16日  |
| 10,000     | 2005年5月31日  |
| 50,000     | 2007年2月1日   |
| 100,000    | 2009年2月21日  |
| 180,000    | 2011年12月26日 |
| 200,000    | 2012年3月27日  |
| 300,000    | 2013年10月     |
| 400,000    | 2017年4月27日  |
| 500,000    | 2019年8月15日  |
| 600,000    | 2021年10月18日 |
| 700,000    | 2024年8月2日   |